# Poms - Dans for livet
Poms - Dans for livet er en amerikansk film fra 2019 instrueret af Zara Hayes.

## Medvirkende
- Diane Keaton som Martha
- Jacki Weaver som Sheryl
- Celia Weston som Vicki
- Alisha Boe som Chloe
- Charlie Tahan som Ben
- Rhea Perlman som Alice
- Phyllis Somerville som Helen